# Anteos maerula
Anteos maerula – gatunek motyla z rodziny bielinkowatych i podrodziny Coliadinae. Rozprzestrzeniony w obu Amerykach, od południowych Stanów Zjednoczonych po Peru.

## Taksonomia
Gatunek ten opisany został po raz pierwszy w 1775 roku przez Johana Christiana Fabriciusa pod nazwą Papilio maerula. Jako miejsce typowe autor wskazał Amerykę. W 1819 roku włączony został przez Jacoba Hübnera do nowego rodzaju Anteos, którego stanowi gatunek typowy.

## Morfologia
Motyl duży jak na przedstawiciela bielinkowatych, osiągający od 82 do 117 mm rozpiętości skrzydeł. Wierzch skrzydeł u samca ma tło jaskrawożółte, u samicy bladożółte lub białawe. U obu płci pośrodku przedniego skrzydła występuje czarna kropka. Spód skrzydeł jest upodobniony do liścia, zielony z białawymi, nabrzmiałymi żyłkami i rudą plamką pośrodku. Przednie ma wierzchołek sierpowato zakrzywiony z ostrym czubkiem, tylne zaś ma w kącie tylno-zewnętrznym krótki, zaostrzony ogonek.
Gąsienica jest ubarwiona oliwkowozielono z czarnymi ostrymi guzkami, przygrzbietowymi szeregami łat oraz żółtawymi przepaskami bocznymi.

## Ekologia i występowanie

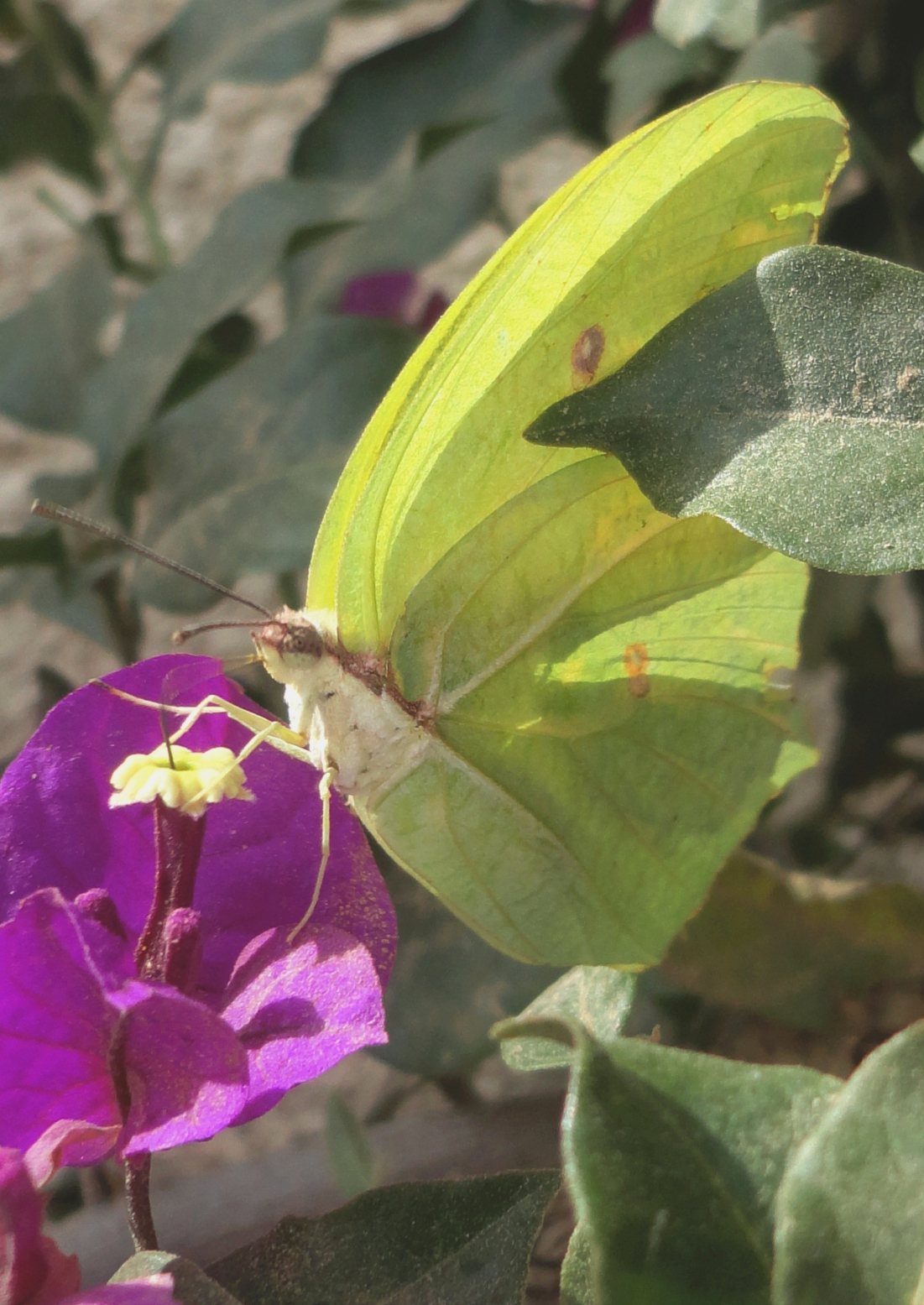
Imago w trakcie posiłku

Owad ten zasiedla głównie otwarte zadrzewienia strefy subtropikalnej. Wybiera stanowiska nasłonecznione. Osobniki dorosłe są dobrymi i szybkimi lotnikami, zalatują daleko od miejsc rozrodu, chętnie latają wysoko wśród roślinności. W Stanach Zjednoczonych latają w dwóch okresach, w kwietniu i potem od sierpnia do grudnia. Dalej na południe spotykane są w ciągu całego roku. Żerują na nektarze kwiatów o czerwonym i fioletowym kolorze, w tym na bugenwillach i ketmiach. Samica składa zwykle na jednej roślinie tylko kilka jaj. Roślinami żywicielskimi gąsienic są przedstawiciele rodzaju Senna, w tym Senna bicapsularis.
Motyl ten zasięgiem obejmuje południowe krańce krainy nearktycznej i północną część krainy neotropikalnej. W Stanach Zjednoczonych występuje głównie w Teksasie, ale pojawia się też w Nowym Meksyku, Arizonie, Oklahomie, Kansas, Nebrasce, Luizjanie, Missisipi, Georgii i na Florydzie. Dalej na południe występuje przez Meksyk, Kubę, Portoryko, Jamajkę, Gwatemalę, Honduras, Nikaraguę, Kostarykę, Panamę i Kolumbię po Peru.